# 維夫恰爾尼亞
48°33′2″N 28°13′51″E / 48.55056°N 28.23083°E
維夫恰爾尼亞（羅馬化：Vivcharnia）是位於烏克蘭西部文尼察州莫希利夫-波迪利斯基区切爾尼夫齊市鎮的村莊。該村始建於1580年，面積0.21平方公里，海拔高度225米，2001年人口24，人口密度每平方公里115.94人。